# رامزاو (النمسا السفلى)
رامزاو (بالألمانية: Ramsau) هي مدينة في مقاطعة ليلينفيلد في ولاية النمسا السفلى.